# Міхрабаніди
Міхрабаніди (1236—1537) — держава в Сістані столицею в Шахр-і Сістані, що утворилася внаслідок занепаду держави Насридів. Почергово була васалом Держави Хулагуїдів, Тимуридів. На початку XVI ст. здобула самостійність. 1537 року була ліквідована Персією.

## Історія
Основні джерела з історії цієї династії — «Таріх-і Сістан» (Історія Сістану) невідомого автора та «Iх'я' аль-мулук» Маліка Шах Хусейна.
Міхрабаніди тривалий час були місцевим родом, що підпорядковувався династії Насридів. Останні в свою чергу були васалами Держави Хорезмшахів. Під час монгольського вторгнення до Центральної Азії владу Хорезмшахів було повалено, 1221 року монголи знищили Насридів. Цим скористалися Міхрабаніди, що вступили у боротьбу за спадок Насридів з іншими місцевими родами. 1236 року вони здобули перемогу, закріпившись в Сістані.
Після заснування ханом Хулагу власної держави у 1256 році Міхрабаніди визнали останнього своїм зверхником. Втім віддаленість Сістана від столиці Держави Хулагуїдів давала високу ступінь самостійності. Протягом періоду цієї залежності Міхрабаніди час від часу воювали проти Куртів у Гераті та Кутлугханідів у Кермані. 1263—1264 роках зазнали поразки від Куртів.
При цьому було встановлено союз з Нікудерійською ордою, спільно з якою у 1271—1272 роках було завдано поразки Куртам і Кутлугханідам.
До 1289 року весь Кухістан був завойований Міхрабанідами. 1294 року зазнало нападу Нікудерійської орди, внаслідок чого було втрачено Кухістан. 1295 року малік Насир ад-Дін Мухаммад мусив погодитися платити данину також нікудерійським хакімам. Вона зберігалася до 1313 року.
1335 року після розпаду Держави Хулагуїдів малік Кутб ад-Дін Мухаммад визнав зверхність Тога-Темура, хана Східного Ільханату. Втім боротьба останнього з суперниками на заході, дала змогу маліку діяти самостійно. До середини 1340-х років сербедари відрізали Тога-Темура від Сістана, що призвело до повної самостійності Міхрабанідів. До 1350 року точилася боротьба з династією Куртів, яка не призвела до перемоги жодної із сторін. Проте близько 1360 року малік Із ад-Дін ібн Рукн ад-Дін Махмуд визнав зверхність Куртів.
1383 року проти Міхрабанідів виступив чагатайський амір Тимур, що завдав поразки маліку Кутб ад-Діну II, сплюндрувавши Сістан. В результаті Міхрабаніди визнали зверхність Тимуридів. Після розпаду держави Міхарабаніди підкорилися Тимуридам з Герату. Лише поразка останніх у 1507 році від Мухаммеда Шейбані дозволило відновити незалежність.
1510 року визнають зверхність Сефевідів. Згодом беруть участь у війнах проти Держави Шейбанідів, а з 1535 року — Імперії Великих Моголів. Рішенням перського шаха Тахмаспа I 1537 року династію Міхрабанідів було повалено, а Сістан перетворено на провінцію. 1542 року члени династії Міхрабанідів спробували повстати, але зазнали поразки й були знищені.

## Територія
Охоплювала регіон Сістан та південнозахідну частину Кухістану.

## Устрій
На чолі стояв малік. Спадкування відбувалося за принципом старшинства або в особливій ситуації внаслідок вибору з членів династії на зборах знаті та військовиків. Влада була немічною. Радше держава являла своєрідну федерацію, яка визнавала зверхність маліка. На місцях панували старійшини або вожді, які час від часу протистояли центральній владі.

### Маліки
- Шамс ад-Дін Алі (1236—1255)
- Насир ад-Дін Мухаммад (1261—1318)
- Нусрат ад-Дін Мухаммад (1318—1330)
- Кутб ад-Дін Мухаммад (1330—1346)
- Тадж ад-Дін ібн Кутб ад-Дін (1346—1350)
- Джалал ад-Дін Махмуд (1350—1352)
- Із ад-Дін ібн Рукн ад-Дін Махмуд (1352—1380)
- Кутб ад-Дін ібн Ізз ад-Дін (1380—1383)
- Шах-і Шахан Абу'л Фатх (1383—1403)
- Кутб ад-Дін Мухаммад ібн Шамс ад-Дін Шах Алі (1403—1419)
- Шамс ад-Дін Алі ібн Кутб ад-Дін (1419—1438/1439)
- Нізам ад-Дін Ях'я (1438/1439-1480)
- Шамс ад-Дін Мухаммад (1480-бл. 1495)
- Султан Махмуд ібн Нізам ад-Дін Ях'я (бл. 1495-бл. 1537)

## Економіка
Основу становили сільське господарство та скотарство. В містах набуло розвитку ремісництво. Внаслідок вторгнення Тимурабуло зруйнувало вщент великі міста і греблі, що завдало удару добробуту держави та всього регіону. Після цього Сістан вже не зміг оговтатися. Його південна частина (у сучасному Афганістані) стала безлюдною. Замість великих колишніх міст, руїни яких збереглися досі, поступово виникали невеликі селища та невеликі міста. Значну частину Сістану зайняли пустелі.

## Релігія
Більшість населення були сунітами. Після підкорення Міхрабанідів Персії було впроваджено деякі шиїтські релігійні обряди, зокрема шиїтський заклик до молитви, що спричинило спротив більшості населення.